# 16043 Yichenzhang
A 16043 Yichenzhang (ideiglenes jelöléssel 1999 GP23) a Naprendszer kisbolygóövében található aszteroida. A LINEAR projekt keretében fedezték fel 1999. április 6-án.